# (33195) Davenyadav
1998 FO48 (asteroide 33195) é um asteroide da cintura principal. Possui uma excentricidade de 0.08646580 e uma inclinação de 3.29801º.
Este asteroide foi descoberto no dia 20 de março de 1998 por LINEAR em Socorro.